# Красное (Красногвардейский район, Белгородская область)
Красное — село в Красногвардейском районе Белгородской области. Входит в состав Веселовского сельского поселения.

## География
Село расположено недалеко от районного центра — Бирюча.
Часовой пояс
Село Красное как и вся Белгородская область, находится в часовой зоне МСК (московское время). Смещение применяемого времени относительно UTC составляет +3:00.

## Население
| 1859 | 1897  | 2002 | 2010 |
| ---- | ----- | ---- | ---- |
| 1166 | ↗1240 | ↘327 | ↘252 |